# Nacka Forum (musikgrupp)
Nacka forum är en svensk jazzgrupp, bildad år 1999 av Jonas Kullhammar, Goran Kajfeš, Kjell Nordeson och Johan Berthling. Skivdebuten dröjde till 2002, och blev starkt emottagen av svenska kritiker. Dessutom blev det stor uppståndelse i sportbilagorna då en låt på skivan döptes till "Zlatan".
En grammisnominering samt topp-placeringar på kvällstidningarnas årsbästalistor var en följd av det hela. År 2005 kom uppföljaren Leve Nacka Forum som även den fick stor uppmärksamhet samt gavs ut i begränsad upplaga på vinyl.
Under 2012 släpptes skivan Fee Fi Fo Rum, även den på skivbolaget Moserobie. Med ett omslag av Joakim Pirinen samt gästspel från gitarristen Reine Fiske.
Strax efter det tog danske trumslagaren Kresten Osgood över trumstolen i bandet och en liveskiva spelades in i Tokyo med frijazzlegenden Akira Sakata som gäst. Albumet släpptes endast i en liten vinylupplaga. 
Därefter spelades studioalbumet We Are The World in i Moserobie-studion. Omslaget till den skivan designades av den svensk-kanadensiska art directorn Martin Kann.

## Diskografi
- Nacka Forum, 2002
- Leve Nacka Forum, september 2005. (Musiken är skriven av bandets medlemmar med undantag för "Almost Seedless" som är skriven av den sydafrikanske trumpetaren Hugh Masekela.)
- Fee Fi Fo Rum, mars 2012
- Live in Tokyo, 2014 (limiterad vinylupplaga med Akira Sakata)
- We Are The World, 2016
- Så stopper festen, 2019

## Medlemmar
- Goran Kajfeš - Trumpet
- Jonas Kullhammar - Saxofon
- Johan Berthling - Bas
- Kjell Nordeson - Trummor (1998–2013)
- Kresten Osgood - Trummor (2013–nutid)